# Aktienindex
Ein Aktienindex ist eine Kennzahl für die Entwicklung von ausgewählten Aktienkursen. Er soll die Entwicklung auf diesem Teilmarkt des weltweiten Finanzgeschehens repräsentativ dokumentieren. Den Ausgangspunkt für die Berechnung eines Aktienindex bildet stets ein bestimmter Zeitpunkt. Die nachfolgenden Änderungen der Kennzahl Aktienindex im Zeitablauf spiegeln fortan die Wertentwicklung (Performance) der im hypothetischen Portfolio enthaltenen Aktien wider. Aktienindizes eignen sich im Allgemeinen als ein einfaches, aber dennoch nützliches Stimmungsbarometer („Börsenbarometer“) für bestimmte Wirtschaftsbereiche.
Im weiteren Sinn werden auch Indizes als Aktienindex bezeichnet, die nicht direkt Aktienkurse repräsentieren, sondern andere, von Aktienkursen abhängige Finanzderivate. Ein Beispiel hierfür ist der deutsche Volatilitätsindex VDAX.

## Kategorien
Die Auswahl an Aktien, die in einem Index zusammengefasst werden, erfolgt aufgrund unterschiedlicher Entscheidungskriterien.
- Ein Vergleichsindex[2] oder Benchmark-Index[3] deckt einen regionalen oder globalen Markt ab und ermöglicht einen Vergleich von Fonds untereinander oder im Verhältnis zu anderen Branchen oder Märkten (z. B. S&P 500 oder EURO STOXX 50).
- Ein Länder- und Regionen-Index bildet die Entwicklung eines einzelnen Landes bzw. einer Region ab.
- Ein Blue-chip-Index beinhaltet die größten Unternehmen eines Landes, einer Region oder auch der Welt (z. B. DAX).
- Ein Dividenden-Index beinhaltet die Aktien mit den höchsten Dividenden (z. B. DivDAX).
- Ein Sektor-[4] oder Branchen-Index enthält Aktien, die hauptsächlich in einer bestimmten Branche tätig sind (z. B. Automobilproduktion oder Banken).
- Ein Strategie-Index verfolgt bei der Aktienauswahl eine zuvor festgelegte Strategie (z. B. ShortDAX).

## Indexberechnung

### Startzeitpunkt
Die meisten Indizes starten an einem bestimmten Tag, zu dem ihre Zusammensetzung festgelegt wurde. Für einige Indizes werden auch in die Vergangenheit projizierte Rückwärtsberechnungen durchgeführt. So wird der Deutsche Aktienindex DAX seit dem 1. Juli 1988 berechnet und startete bei 1.163,52 Punkten. Die Indexbasis lag bei 1.000,00 Punkten per 31. Dezember 1987. Längerfristige Rückrechnungen des deutschen Aktienindex reichen bis in das Jahr 1948 zurück.

### Kursindex
Beim Kursindex (englisch price index) wird der Indexstand ausschließlich auf Grund der Aktienkurse ermittelt. Dividendenzahlungen und Kapitalveränderungen führen somit nur indirekt zu Veränderungen. Viele Blue-Chip-Indizes (z. B. Dow Jones, Nikkei 225, FTSE 100, FTSE MIB, CAC 40) berücksichtigen die Dividenden nicht, sind also Kursindizes.

### Performanceindex
Der Performanceindex (englisch total return index) wird so berechnet, als ob alle Dividenden und sonstigen Einnahmen aus dem Besitz der Aktien, wie etwa Bezugsrechtserlöse, wieder in die Aktien reinvestiert würden. Ein Performance-Index kann sogar dann steigen, wenn die Kurse fallen.
Der Deutsche Aktienindex DAX und auch viele andere Indizes werden sowohl als Performance- als auch als Kursindex berechnet. Unter der umgangssprachlichen Bezeichnung „DAX“ wird der Performanceindex verstanden (um die Kursindex-Variante explizit davon abzugrenzen, bietet es sich an, deren Symbol „DAXK“ zu benutzen), während international, z. B. beim Aktienindex EURO STOXX 50, üblicherweise vom Kursindex die Rede ist.
Zwischen Performanceindex und der Kursindex-Variante gibt es große Unterschiede wie der Vergleich am 30. Juni 2023 zum 35. Geburtstag des DAX aufzeigte: Der Performance-DAX stellte im Juni seine damalige neue Bestmarke von 16.427 Punkten auf, während das Rekordhoch des Kurs-DAX Ende 2021 bei 6883 Punkten lag.

## Gewichtung
Bei der Zusammensetzung gibt es grundsätzlich drei verschiedene Methoden der Gewichtung, wobei oft zusätzlich weitere Kriterien festgelegt sind. Meist ist die Anzahl der Unternehmen in einem Aktienindex von Anfang an festgelegt. So war der deutsche DAX ursprünglich auf 30 Aktiengesellschaften beschränkt.

### Preisgewichteter Index
Im preisgewichteten Index ist jede Aktie mit einer gleichbleibenden Stückzahl vertreten. Aktien mit einem höheren Preis erhalten eine höhere Gewichtung und einen größeren Einfluss auf den Index. Preisgewichtete Indizes sind zum Beispiel der Dow Jones Industrial Average und der Nikkei 225.
Mittels Aufsummierung der im Index enthaltenen Aktienkurse und anschließender Division durch die Anzahl der im Index enthaltenen Aktien wird der in Punkten angegebene Index-Gesamtwert ermittelt. 
Der Nachteil bei preisgewichteten Indizes liegt darin, dass der prozentuale Anteil am Index sich durch die aktuelle Höhe des Aktienkurses ergibt. Ein einzelner besonders stark gestiegener Aktienwert kann so einen überproportionalen Anteil des Index ausmachen und den Index zu stark beeinflussen.

### Gleichgewichteter Index
Ein gleichgewichteter Index beruht auf einer Rangliste anhand der Marktkapitalisierung oder eines anderen Kriteriums. Die Gewichtung im Index ist z. B. auf 10 % begrenzt. Beispiele sind ÖkoDAX, Photovoltaik Global 30 Index und DivDAX. Da sich durch Kursänderungen auch die prozentuale Zusammensetzung ändert, werden diese Indizes in regelmäßigen Abständen überprüft und anhand eines Regelwerks angepasst.

#### Kapitalisierungsgewichteter Index
Ein kapitalisierungsgewichteter Index  ist ein gleichgewichteter Index, der vorrangig die Marktkapitalisierung berücksichtigt (Beispiele: S&P 500, MSCI, DAX). Die Gewichtung im Index ist proportional zur berechneten Marktkapitalisierung des Freefloat eines Unternehmens. Die Berechnung der Marktkapitalisierung erfolgt durch Multiplikation der Anzahl der jeweiligen Aktie im Freefloat mit dem aktuellen Kurs. Da sich durch Kursänderungen auch die prozentuale Zusammensetzung ändert, werden diese Indizes in regelmäßigen Abständen überprüft und anhand eines Regelwerks angepasst.

## Änderung der Zusammensetzung in einem Index
Da viele Indizes als Zugangsvoraussetzung nicht nur die Börsennotierung in einem bestimmten Segment – in Deutschland etwa dem Prime Standard –, sondern auch weitere Kriterien wie einen Mindestprozentsatz im Streubesitz erfüllen müssen, ist eine automatisierte Anpassung nicht immer möglich, so dass in festgelegten Abständen eine Überprüfung stattfindet. So werden außerordentliche Ereignisse wie Kapitalmaßnahmen, Insolvenz oder Unterschreiten einer festgelegten Streubesitzgrenze meist in Einzelfallentscheidungen berücksichtigt.